# Todd Stern
Pour les articles homonymes, voir Stern.
Todd D. Stern (né le 4 mai 1951) est l'envoyé spécial des États-Unis sur le changement climatique notamment auprès de la Convention-cadre des Nations unies sur les changements climatiques. Il a été nommé par la secrétaire d'état Hillary Clinton le 26 janvier 2009.
Stern a été précédemment assistant du président et « Staff Secretary » à la Maison-Blanche de 1993 à 1998 sous l'administration Clinton. Durant cette période il fut également le négociateur senior de la maison blanche lors des négociations du protocole de Kyoto et de Buenos Aires.

## Biographie
Stern a été diplômé du Dartmouth College en 1973 et de la Harvard Law School.

### E-8
Il a proposé la création d'un E-8, un nouveau groupe international réunissant des pays développés et en voie de développement pour des réunions annuelles centrées sur la lutte contre le réchauffement global.